# Marc Andreessen
Marc Andreessen (Cedar Falls, 9 luglio 1971) è un informatico e imprenditore statunitense.
È ben conosciuto anche come uno degli autori di Mosaic, il primo web browser ad essere diffusamente usato, e come uno dei fondatori di Netscape Communications. Era amministratore delegato della Opsware, un'azienda di software fondata in origine con il nome di Loudcloud, quando questa è stata acquisita da Hewlett-Packard. Inoltre, è anche uno dei fondatori di Ning, una società che fornisce una piattaforma per la creazione di siti di reti sociali.

## Biografia

### Istruzione
Andreessen consegue la laurea di primo livello in Informatica dall'Università dell'Illinois - Urbana-Champaign. Appena laureato, lavora come stagista durante l'estate per IBM ad Austin. Inoltre, ha anche lavorato in università presso il National Center for Supercomputing Applications (NCSA), dove prese familiarità con gli standard aperti per il World Wide Web creati da Tim Berners-Lee. Andreessen ed il collega Eric Bina lavorarono insieme per creare un browser che fosse semplice da utilizzare con grafica integrata che avrebbe potuto funzionare su un alto numero di computer. Il codice che ne risultò non era altro che Mosaic.

### Netscape
Dopo la laurea di secondo livello nel 1993, Andreessen si trasferì in California per lavorare al Enterprise Integration Technologies. Lì Andreessen incontrò Jim Clark, il fondatore di Silicon Graphics che aveva da poco rassegnato le dimissioni. Clark credeva che il browser Mosaic avesse grandi possibilità commerciali e suggerì di avviare un'impresa di software per Internet. Presto la Mosaic Communications Corporation entrò sul mercato con sede a Mountain View, California, con Andreessen come cofondatore e vicepresidente del dipartimento tecnologico. L'Università dell'Illinois non fu affatto contenta che la nuova impresa usasse il nome Mosaic così obbligò la società a cambiare la propria ragione sociale in Netscape Communications Corporation, e il suo web browser fu chiamato Netscape Navigator.
Negli anni tra la nascita dell'impresa e la sua IPO, Andreessen decise di distribuire il software Mosaic gratuitamente via Internet. L'IPO di Netscape nel 1995 spinse Andreessen nell'immaginario pubblico. Il successo di Netscape attrasse l'attenzione di Microsoft, che riconobbe il potenziale del web e voleva essere in prima linea durante l'ascesa della rivoluzione di Internet. Microsoft acquistò la licenza del codice sorgente di Mosaic da Spyglass, Inc., una controllata dell'Università dell'Illinois, e lo convertì in Internet Explorer. La risultante battaglia tra le due società divenne conosciuta come la guerra dei browser. Netscape fu acquisita nel 1999 per 4,2 miliardi di dollari da AOL, che fece di Andreessen il suo Chief Technology Officer.

### Loudcloud
Comunque, presto egli lasciò AOL per formare Loudcloud, una società di web hosting che fu quotata in borsa nel 2001. Loudcloud ha venduto la parte dedicata all'hosting a EDS e cambiò il suo nome in Opsware nel 2003, dove Andreessen svolse le mansioni di presidente. Opsware fu acquisita da Hewlett-Packard nel settembre del 2007 per una cifra intorno agli 1,6 miliardi di dollari.

### Ultimi progetti
Andreessen è uno degli investitori nel sito di notizie sociali Digg e di altre aziende tecnologiche allo stato primordiale, come Plazes e Twitter. Il suo ultimo progetto è Ning, che è stato lanciato nell'ottobre del 2005.
Fonda nel 2009 una VC firm, la Andreesen Horowitz. Fa parte del BOD di Facebook, Inc..

## Vita privata
Andreessen è sposato con Laura Arrillaga, presidente del fondo Silicon Valley Social Venture Fund e figlia del miliardario immobiliarista della Silicon Valley, John Arrillaga.